# 次髎穴
次髎穴，出自《针灸甲乙经》，属于足太阳膀胱经，位于骶部，当髂后上棘内下方，适对第二骶后孔处。可在俯卧位，在第二骶后孔处取穴。
穴下为皮肤、皮下组织、骶棘肌、第二骶后孔。皮肤由第一、二、三骶神经后支的外侧支臀中皮神经分布。左右两侧第二骶后孔之间距为33毫米和第三骶后孔的纵距为15.2～16.2毫米，在活体第二骶后孔和骶前孔的倾向约65度。个体略异。有补益下焦，强腰利湿之共用。主治病症同上髎穴，为泌尿生殖系统疾病的常用穴。腰骶疼痛，月经不调，赤白带下，阴挺，痛经，疝气，下肢痿痹，及坐骨神经痛，盆腔炎。并可用于催产，引产等。

## 刺灸法
- 刺法：

1. 直刺0.8～1寸，局部酸胀，有麻电感向骶部；
2. 直刺2寸左右，使小腹内有热感，用以治疗经带诸疾；
3. 直刺2寸左右，使针感向会阴部放散，以治疗遗精，阳痿；
4. 直刺2寸左右，使针感向尾骶部放散，以治疗肛肠疾患如痔疮等。

- 灸法：艾炷灸或温针灸5～7壮，艾条温灸10～15分钟。

## 典籍相关
- 李时珍《奇经八脉考·释音》：上髎，第一空，腰踝下一寸，侠脊陷中，足太阳少阳之络。次髎，第二空，侠脊陷中，中髎，第三空，侠脊陷中，足厥阴少阳所结之会。下髎，第四空，侠脊陷中，左右两穴凡八穴，称八髎。髎音寥，骨空处也。